# کوتاباتو
کوتاباتو (Cotabato) یکی از استان‌های کشور فیلیپین است. این استان در جنوب این کشور قرار گرفته است و بخشی از جزیره میندانائو به شمار می‌رود.
مرکز این استان شهر کیداپاوان است. جمعیت آن کمتر از یک میلیون نفر است. مساحت این استان در حدود شش هزار و ششصد کیلومتر مربع است .